# Planina, Semič
Planina este o localitate din comuna Semič, Slovenia.